# تورستن راب
تورستن راب (بالسويدية: Torsten Rapp)‏ هو عسكري سويدي، ولد في 20 أبريل 1905 في ستوكهولم في السويد، وتوفي في 23 مارس 1993.